# Hagerstown, Maryland
Hagerstown är en stad i Washington County i delstaten Maryland, USA med 39 640 invånare (2007). Hagerstown är administrativ huvudort för Washington County. En stor arbetsgivare är Volvo Group, vars Hagerstown Site har 1750 anställda (oktober 2019).